# 上許曾神社
上許曾神社（かみこそじんじゃ）は、滋賀県長浜市に鎮座する神社である。

## 祭神
- 主祭神
  - 草野姫命
- 配祀神
  - 大己貴命
  - 事代主命
  - 住吉大神
  - 埴山大神

## 歴史
延暦8年（789年）、参議橘奈良麻呂が勧請したと伝わる式内社である。仁寿元年（851年）、正六位を賜ったとの記録がある。治承年間（1177-81年）に相殿4神を配祀した。明治9年（1876年）に村社、明治15年に郷社に列格した。

## 祭り
- 例祭

4月10日に行われる。